# Liste des traités de paix de la guerre de Cent Ans
Liste des traités de paix de la guerre de Cent Ans.
La guerre de Cent Ans ne fut pas un conflit permanent durant plus d’un siècle et un certain nombre de trèves et de paix interrompirent cette guerre. Les spécialistes distinguent même deux, voire trois guerres[réf. souhaitée] de Cent Ans (Première guerre de Cent Ans, etc.).
Si ces traités étaient parfois sincères, le plus souvent il s’agissait cependant en fait d’une pause pour refaire ses forces.

## Liste des traités de paix
- Trêve d'Esplechin (25 septembre 1340) : franco-anglaise (expire le 24 juin 1342).
- Trêve de Malestroit (19 janvier 1343) : franco-anglaise (jusqu'au 24 juin 1345).
- Trêve de Calais (28 septembre 1347) : franco-anglaise (jusqu'en avril 1351).
- Traité de Westminster (1er mars 1353) : franco-anglais.
- Traité de Mantes (22 février 1354) : franco-navarrais.
- Traité de Valognes (10 septembre 1355) : franco-navarrais.
- Trêve de Bordeaux (23 mars 1357) : franco-anglaise (jusqu’au 9 avril 1359).
- Traité de Berwick (3 octobre 1357) : anglo-écossais.
- Traités de Londres (janvier 1358) : franco-anglais.
- Traité de Londres (24 mars 1359) : franco-anglais.
- Traité de Pontoise (24 mars 1359) : franco-navarrais.
- Traité de Guillon (10 mars 1360) : anglo-bourguignon.
- Traité de Brétigny (8 mai 1360) : franco-anglais.
- Trêve d'Avignon (6 mars 1365) : franco-navarraise.
- Traité de Pampelune (6 mars 1365) : franco-navarrais.
- Traité de Guérande (12 avril 1365) : franco-breton.
- Traité de Libourne (23 septembre 1366) : anglo-navarro-castillan.
- Traité de Tolède (20 novembre 1368) : franco-castillan.
- Traité de Vernon (29 mars 1371) : franco-navarrais.
- Traité de Loudun (1er décembre 1372) : franco-poitevin.
- Trêve de Bruges (1er juillet 1375) : franco-anglaise.
- Trêve de Bruges (27 juin 1376) : franco-anglaise.
- Traité de Guérande (15 janvier 1381) : franco-breton.
- Trêve de Leulinghem (14 septembre 1384) : franco-anglaise (jusqu'au 1er mai 1385).
- Traité de Tournai (18 décembre 1385) : bourguignon-gantois.
- Trêve de Leulinghem (18 juillet 1393) : franco-anglaise (jusqu'au 29 septembre 1394).
- Paix de Chartres (9 mars 1409) : franco-bourguignonne.
- Paix de Bicêtre  (2 novembre 1410) : franco-bourguignonne.
- Traité de Bourges (18 mai 1412) : franco-anglais.
- Paix d'Auxerre (22 décembre 1412) : franco-bourguignonne.
- Paix de Pontoise (28 juillet 1413) : franco-bourguignonne.
- Paix d'Arras (4 septembre 1414) : franco-bourguignonne.
- Traité de Saint-Maur (16 septembre 1418) : franco-bourguignon.
- Traité de Pouilly-le-Fort (11 juillet 1419) : franco-bourguignon.
- Traité de Troyes (21 mai 1420) : franco-anglais.
- Traité d'Amiens (17 avril 1423) : anglo-britto-bourguignon.
- Trêve de Compiègne (28 août 1429) : franco-bourguignonne.
- Traité d'Arras (21 septembre 1435) : franco-bourguignon.
- Traité de Cusset (24 juillet 1440) : franco-delphinal.
- Trêve de Tours (28 mai 1444) : franco-anglaise.
- Traité de Londres (25 juillet 1474) : anglo-bourguignon.
- Traité de Picquigny (29 août 1475) : franco-anglais.